# Новая Пушкинская премия
Но́вая Пу́шкинская пре́мия — литературная премия в России, учреждённая в 2005 году Фондом Александра Жукова, Государственным музеем А. С. Пушкина и музеем-заповедником «Михайловское». С 2018 года, после смерти А. Битова, более не вручается.

## История
Литературная премия, названная Пушкинской премией, существовала в дореволюционной России. Была учреждена августа 1881 года Императорской Петербургской академией наук и вручалась до 1919 года. В дальнейшем создавались немецкая Пушкинская премия гамбургского фонда Альфреда Тёпфера, просуществовавшая с 1989 до 2003 года, а также Государственная пушкинская премия, учрежденная указом Президента РФ в 1994 году, но прекратившая существование в 2004 году.
В 2005 году была учреждена Новая Пушкинская премия. Первое вручение состоялось 31 октября 2005 года, в день окончания «Медного всадника». В дальнейшем премия стала вручаться ежегодно 26 мая, в день рождения Пушкина по старому стилю..

## Выдвижение и вручение
Новая Пушкинская премия вручалась в двух номинациях — «За совокупный творческий вклад в отечественную культуру» и «За новаторское развитие отечественных культурных традиций». Жюри и конкурс не предусмотрены. Кандидатов в лауреаты выдвигают члены Совета премии, Совет премии выбирает и утверждает самих лауреатов.

### Совет премии
Совет премии состоял из представителей учредителей премии:
- Андрей Битов — председатель Совета
- Георгий Василевич — директор музея-заповедника А. С. Пушкина «Михайловское»
- Евгений Богатырёв — директор Государственного музея А. С. Пушкина
- Александр Жуков — основатель Фонда Александра Жукова

## Лауреаты
2005 · Сергей Бочаров — За совокупный творческий вклад в отечественную культуру
2006 · Алексей Лукьянов — За новаторское развитие отечественных культурных традиций

· Юрий Кублановский — За совокупный творческий вклад в отечественную культуру
2007 · Дмитрий Новиков — За новаторское развитие отечественных культурных традиций

· Вячеслав Пьецух — За совокупный творческий вклад в отечественную культуру
2008 · Валерия Пустовая — За новаторское развитие отечественных культурных традиций

· Глеб Горбовский — За совокупный творческий вклад в отечественную культуру
2009 · Валерий Попов — За совокупный творческий вклад в отечественную культуру

· Олег Сивун — За новаторское развитие отечественных культурных традиций
2010 · Валентин Курбатов — За совокупный творческий вклад в отечественную культуру

· Ирина Роднянская — За совокупный творческий вклад в отечественную культуру
2011 · Ильдар Абузяров — За новаторское развитие отечественных культурных традиций

· Вера Мильчина — За совокупный творческий вклад в отечественную культуру
2012 · Владимир Салимон — За совокупный творческий вклад в отечественную культуру

· Ада Самарка — За новаторское развитие отечественных культурных традиций
2013 · Олег Хлебников — За совокупный творческий вклад в отечественную культуру

· Александр Сёмочкин — За музейное подвижничество
2014 · Светлана Кекова — За совокупный творческий вклад в отечественную культуру

· Алексей Кудряков — За новаторское развитие отечественных культурных традиций
2015 · Лаборатория по работе с одаренными детьми Центральная городская детская библиотека имени А. П. Гайдара (Москва) — За радость сочинительства
2016 · Виктор Куллэ — За совокупный творческий вклад в отечественную культуру
2017 · Борис Мессерер — За совокупный творческий вклад в отечественную культуру

· Иван Жданов — За совокупный творческий вклад в отечественную культуру